# Galleri Blå Porten

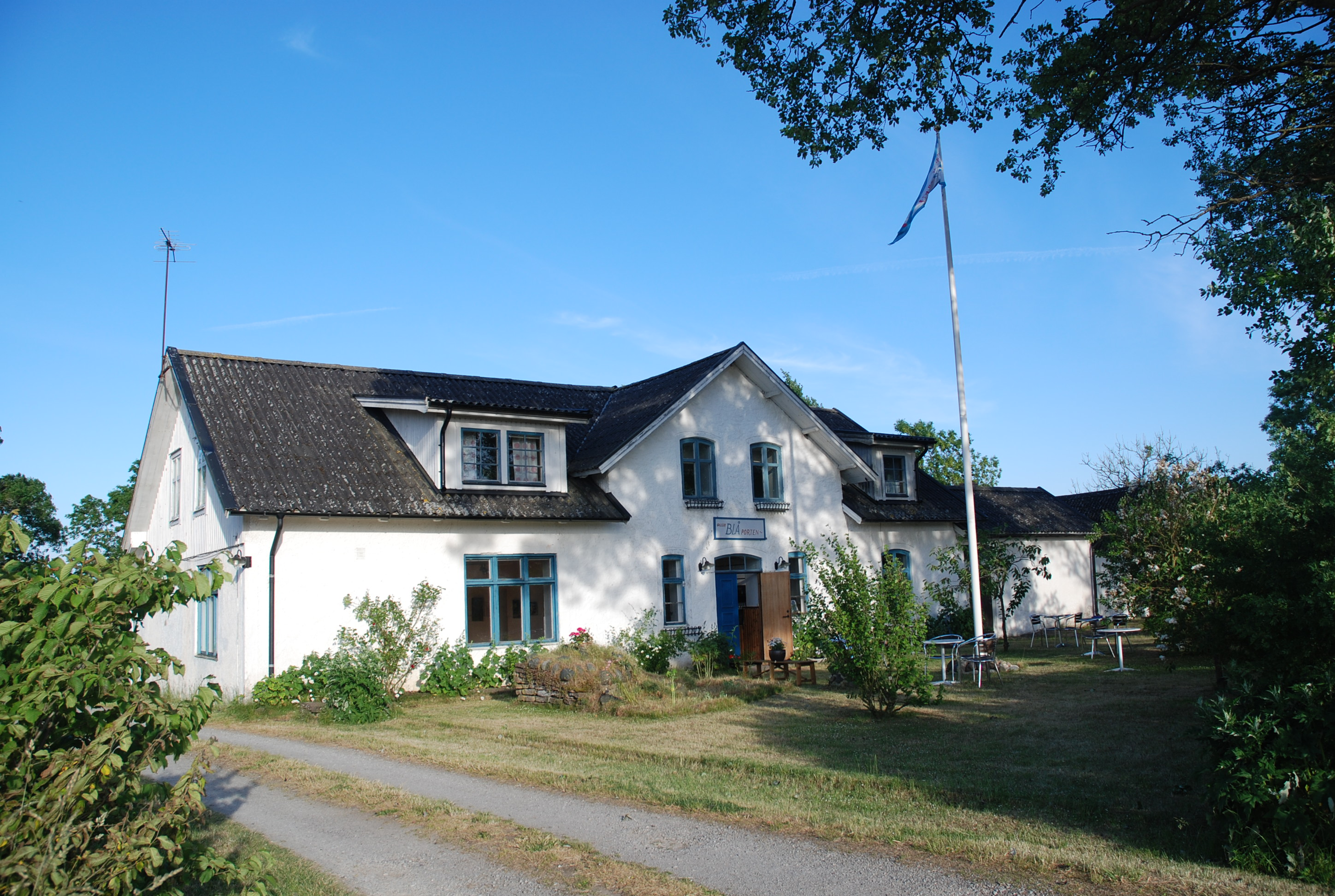
Galleriets exteriör.

Galleri Blå Porten är ett konstgalleri, café, restaurang och Bed & Breakfast i det gamla mejeriet i Alby i Hulterstads socken i Mörbylånga kommun på sydöstra Öland.
Byggnaden uppfördes 1906, och mejeriet drevs av Hulterstad-Stenåsa Mejeriförening. Verksam på mejeriet i Alby var bland andra Gösta Carlsson som 1954 valdes till föreståndare för Frödinge Mejeri (som idag ägs av Arla) och som bland annat tog initiativ till produktionen av den traditionella småländska Frödingeostkakan.. När mejeriet i Alby lade ner produktionen 1969-70 var det det sista verksamma sockenmejeriet i Sverige.
Byggnaden användes en tid som auktionskammare innan den togs över av paret Susanne Goldmann Thörling och Lennart Thörling som 1985 grundade Galleri Blå Porten. Ett stort antal konstnärer har representerats på galleriet, bl.a. Oscar Reutersvärd, Czon, Channa Bankier, Torsten Jovinge, Ulf Wahlberg, Lars Hillersberg, Nisse Franzén, Måns Rossander, Bertil Almlöf, Jan Wiberg, Ivar Morsing, Sigfrid Södergren, Gittan Jönsson, Vide Jansson, Monika Backström, Jan Brauner, Tommy Östmar, Batte Sahlin, Lennart Sjögren och Åke Pallarp.